# Rosse babbelaar
De rosse babbelaar (Argya rubiginosa synoniem: Turdoides rubiginosa) is een zangvogel uit de familie Leiothrichidae. 

## Verspreiding en leefgebied
Deze soort komt voor in oostelijk Afrika en telt vier ondersoorten:
- A. r. bowdleri: zuidoostelijk Ethiopië en inlands noordoostelijk Kenia.
- A. r. rubiginosa: van Zuid-Soedan tot Eritrea, centraal en zuidelijk Ethiopië, Kenia (behalve het noordoosten en zuidoosten) en Oeganda.
- A. r. heuglini: zuidelijk Somalië, zuidoostelijk Kenia en oostelijk Tanzania.
- A. r. schnitzeri: noordelijk en noordelijk-centraal Tanzania.

## Status
De grootte van de populatie is niet gekwantificeerd maar de soort wordt omschreven als algemeen tot zeer algemeen. Op de Rode lijst van de IUCN heeft deze soort de status niet bedreigd.